# خانه مسعودی
خانه مسعودی مربوط به دوره قاجار است و در تویسرکان، خیابان انقلاب واقع شده و این اثر در تاریخ ۲۷ دی ۱۳۷۷ با شمارهٔ ثبت ۲۲۴۶ به‌عنوان یکی از آثار ملی ایران به ثبت رسیده است.